# Teorema di Riesz-Fischer
In matematica, in particolare in analisi reale, il teorema di Riesz–Fischer stabilisce che in uno spazio completo ogni successione a quadrato sommabile definisce una funzione quadrato sommabile. In particolare, il teorema determina le condizioni per cui gli elementi di una successione in {\displaystyle l^{2}} sono i coefficienti di Fourier di un qualche vettore di {\displaystyle L^{2}}. Dal teorema segue inoltre che una funzione è a quadrato integrabile se e solo se la serie dei coefficienti di Fourier converge nello spazio {\displaystyle l^{2}}.
A causa dell'importanza del fatto che {\displaystyle L^{2}} sia un insieme completo, a volte con "teorema di Riesz–Fischer" si denota il teorema che ne stabilisce la completezza stessa.
Il teorema è stato formulato indipendentemente dal matematico ungherese Frigyes Riesz e dal matematico austriaco Ernst Fischer nel 1907, ed è una forma più forte della disuguaglianza di Bessel. Si può adoperare per dimostrare l'identità di Parseval per le serie di Fourier.

## Il teorema
Siano: {\displaystyle \{u_{\alpha }:\alpha \in A\}} una base ortonormale e completa di vettori in uno spazio di Hilbert {\displaystyle H} (completo e con  {\displaystyle (,)} prodotto interno) e sia {\displaystyle \phi _{\alpha }\in l^{2}(A)} una successione.
La sommatoria di numeri {\textstyle \sum |\phi _{\alpha }|^{2}} converge se e solo se la sommatoria (serie di Fourier) di vettori  {\textstyle \sum \phi _{\alpha }u_{\alpha }} converge ad un (unico) vettore {\displaystyle f\in H} nella topologia indotta dal prodotto scalare, quadratico, dello spazio. Gli elementi della successione siano i coefficienti di Fourier di {\displaystyle f} : è {\textstyle \phi _{\alpha }=(f,u_{\alpha })}.
In modo equivalente si traspone tutto il discorso nello spazio delle funzioni quadrato sommabili. Data la base completa {\displaystyle \{u_{\alpha }\}\in L^{2}([a,b])}, l'appartenenza di {\displaystyle \phi _{\alpha }} all'insieme delle successioni a quadrato sommabili comporta l'esistenza di una funzione {\displaystyle f} tale che {\textstyle \int _{a}^{b}f(x)u_{\alpha }(x)\mathrm {d} x=\phi _{\alpha }} per ogni {\displaystyle \alpha }.

## Conseguenze
Il teorema implica che se l'N-esima somma parziale della serie di Fourier corrispondente a una funzione {\displaystyle f} è data da:
{\displaystyle S_{N}f(x)=\sum _{n=-N}^{N}F_{n}\,e^{inx}}
dove {\displaystyle F_{n}} è l'n-esimo coefficiente di Fourier:
{\displaystyle F_{n}={\frac {1}{2\pi }}\int _{-\pi }^{\pi }f(x)\,e^{-inx}\,dx}
allora:
{\displaystyle \lim _{n\to \infty }\left\Vert S_{n}f-f\right\|=0}
dove:
{\displaystyle \left\Vert g\right\|=\int _{-2\pi }^{2\pi }g^{2}\,dx}
è la norma-{\displaystyle L^{2}}
Viceversa, se {\displaystyle \{a_{n}\}} è una successione bilatera di numeri complessi, ossia il suo indice spazia da {\displaystyle -\infty } a {\displaystyle +\infty }, tale che:
{\displaystyle \sum _{n=-\infty }^{\infty }\left|a_{n}\right\vert ^{2}<\infty }
allora esiste una funzione {\displaystyle f} a quadrato integrabile tale che i valori {\displaystyle a_{n}} sono i coefficienti di Fourier di {\displaystyle f}.

## Completezza diLp
La dimostrazione che lo spazio {\displaystyle L^{p}} è completo si basa sui teoremi che caratterizzano la convergenza delle serie di funzioni integrabili secondo Lebesgue. Quando {\displaystyle 1\leq p\leq \infty } la disuguaglianza di Minkowski implica che {\displaystyle L^{p}} è uno spazio normato. Per provare che {\displaystyle L^{p}} è completo, cioè che è uno spazio di Banach, è sufficiente provare che ogni serie di funzioni {\displaystyle \sum u_{n}} in {\displaystyle L^{p}(\mu )}, con {\displaystyle \mu } che può essere la misura di Lebesgue, tale che:
{\displaystyle \sum \|u_{n}\|_{p}<\infty }
converge nella norma di {\displaystyle L^{p}} a qualche funzione {\displaystyle f\in L^{p}(\mu )}. Per {\displaystyle p\leq \infty }, la disuguaglianza di Minkowski e il teorema della convergenza monotona implicano che:
{\displaystyle \int {\Bigl (}\sum _{n=0}^{\infty }|u_{n}|{\Bigr )}^{p}\,\mathrm {d} \mu \leq {\Bigl (}\sum _{n=0}^{\infty }\|u_{n}\|_{p}{\Bigr )}^{p}<\infty }
e quindi:
{\displaystyle f=\sum _{n=0}^{\infty }u_{n}}
è definita quasi ovunque rispetto a {\displaystyle \mu } e appartiene a {\displaystyle L^{p}(\mu )}. Il teorema della convergenza dominata è allora sfruttato per mostrare che la somma parziale della serie converge a {\displaystyle f} nella norma di {\displaystyle L^{p}}:
{\displaystyle \int \left|f-\sum _{k=0}^{n}u_{k}\right|^{p}\,\mathrm {d} \mu \leq \int \left(\sum _{\ell >n}|u_{\ell }|\right)^{p}\,\mathrm {d} \mu \rightarrow 0{\text{ per }}n\rightarrow \infty }
Il caso {\displaystyle 0\leq p\leq 1} richiede alcune modifiche a causa del fatto che la p-norma non è più subadditiva. Si comincia con l'assunzione che:
{\displaystyle \sum \|u_{n}\|_{p}^{p}<\infty }
e si usa ripetutamente il fatto che:
{\displaystyle \left|\sum _{k=0}^{n}u_{k}\right|^{p}\leq \sum _{k=0}^{n}|u_{k}|^{p}{\text{ per }}p<1}
Il caso {\displaystyle p=\infty } si riduce a una semplice questione riguardante la convergenza uniforme al di fuori di un insieme di misura nulla rispetto alla misura {\displaystyle \mu }.